# Tomi Nybäck

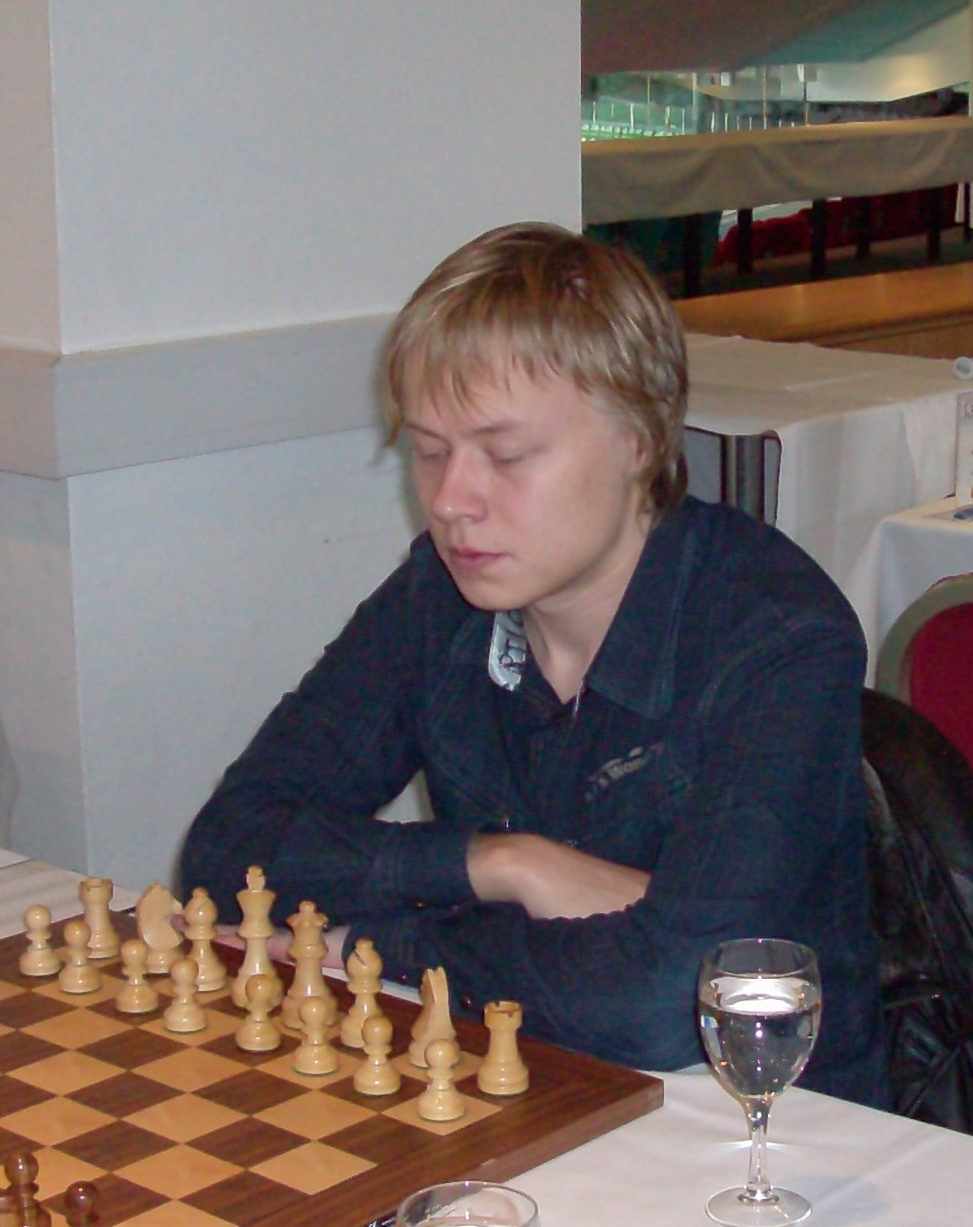
Tomi Nybäck

Tomi Nybäck (Järvenpää, 3 april 1985) is een Finse schaker en pokerspeler. Sinds 2003 is hij een schaakgrootmeester (GM). Binnen de Finse schakers heeft Nybäck de hoogste ranking.

## Individuele resultaten
Nybäck werd in oktober 2002 bij het Europees jeugdkampioenschap, gehouden in Peñíscola (Spanje), in de categorie tot 18 jaar gedeeld eerste met Shakhriyar Mamedyarov en Mateusz Bartel (derde na tiebreak). In april 2002 won hij het "Eerste Zaterdag" GM B toernooi in Boedapest. In 2002 en 2003 won Tomi Nybäck in Hengelo de Stork Young Masters van het Euro Chess Tournament (in 2002 samen met Jan Smeets). In juli 2003 won hij het Heart of Finland toernooi in Jyväskylä. Bij het wereldkampioenschap voor jeugd werd hij in november 2003, in Chalkidiki, derde in de categorie tot 18 jaar. In 2005/06 werd hij bij de Rilton Cup in Stockholm gedeeld eerste met Normunds Miezis, Sergej Ivanov, Evgeny Postny en Eduardas Rozentalis. In 2008 won Nybäck in Mänttä het kampioenschap van Finland met 9 pt. uit 9. In hetzelfde jaar werd hij gedeeld tweede met Emanuel Berg bij het Najdorf Memorial round-robintoernooi (categorie 15) in Warschau.
In 2008 werd Nybäck met 8 pt. uit 11 gedeeld tweede bij het Europees kampioenschap schaken, waarmee hij zich kwalificeerde voor de wereldbeker schaken 2009. Bij het EK in 2009 behaalde hij opnieuw 8 pt. uit 11, waarmee hij gedeeld eerste werd, met 9 andere GM's. Bij de wereldbeker won Nybäck in de eerste ronde van Dmitry Andreikin, in ronde 2 werd hij na tiebreak uitgeschakeld door Peter Svidler. 
In 2010 nam hij deel aan de B-groep van het Corus-toernooi in Wijk aan Zee; hij behaalde 5 pt. uit 13.

## Nationale teams
Hij speelde voor het Finse team in zeven Schaakolympiades: in 2002, 2004, 2006, 2008, 2010, 2012 en 2014; in totaal behaalde hij 38.5 pt. uit 63 partijen (+26 =25 −13; 58,3 %).
Hij nam deel aan zes Europese schaakkampioenschappen voor landenteams (2003, 2005, 2007, 2009, 2011 en 2013) en behaalde een totaalscore van 63,8 % (+19 =22 −6); in 2005 in Göteborg ontving hij voor zijn individuele score van 5.5 pt. uit 8 aan bord 1 een bronzen medaille, in 2009 in Novi Sad ontving hij een zilveren medaille voor de score 6.5 pt. uit 9 aan het eerste bord.

## Schaakverenigingen

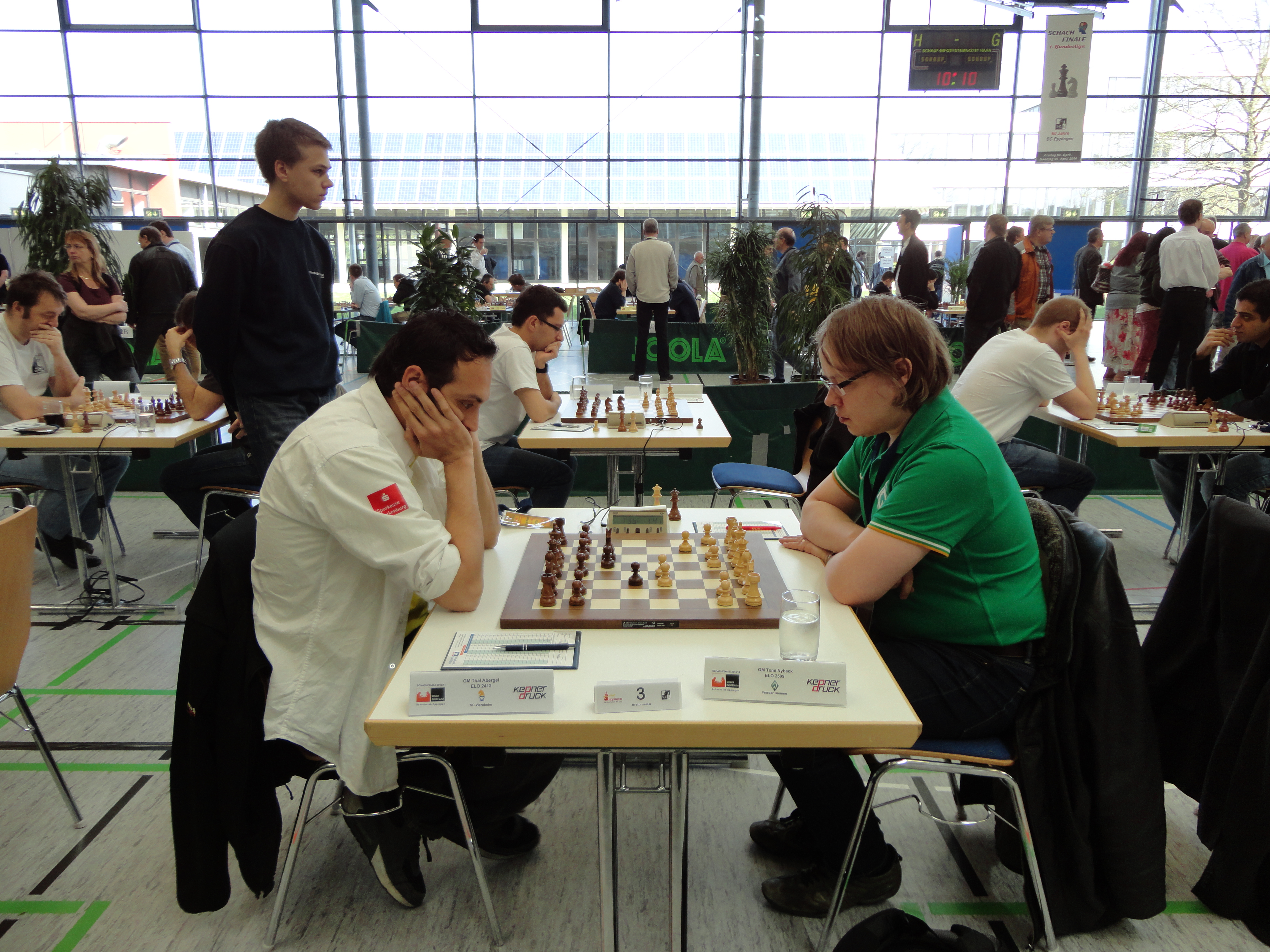
Thal Abergel en Tomi Nybäck, finale Duitse bondscompetitie 2014 in Eppingen

Nybäck speelt in de hoogste klasse van de Finse bondscompetitie voor Aatos Helsinki. Ook speelde hij in de Britse Four Nations Chess League (4NCL), voor de Slough Sharks, in de Belgische Nationale Interclubs, voor de Schachfreunde Wirtzfeld en in de IJslandse competitie voor schaakverenigingen, voor Taflfélag Vestmannaeyja. In Zweden speelde hij voor de SK Sollentuna, waarmee hij in 2002 en in 2003 het kampioenschap won, in Frankrijk speelt hij voor Club de L’Echiquier Chalonnais.
In Duitsland speelde hij in seizoen 2003/04 in de Oberliga Nord voor de SK Jever. Sinds 2004 speelt hij in de Duitse bondscompetitie voor Werder Bremen, waarmee hij in seizoen 2004/05 kampioen van Duitsland werd. 
Met Werder Bremen speelde hij van 2005 tot 2010 vijf keer in het Europese kampioenschap voor schaakverenigingen (European Club Cup). In 2005, in Saint-Vincent, ontving hij een bronzen medaille voor zijn prestatie aan het vijfde bord: 5 pt. uit 6 (Werder Bremen werd vijfde). In 2006, in Fügen, scoorde hij voor Bremen aan het vijfde bord  6.5 pt. uit 7, waarvoor hij een gouden medaille ontving (Bremen werd 13e). Met Aatos Helsinki nam hij deel aan de European Club Cup 2011.

## Externe koppelingen
- (en)   Informatie over schaakpartijen van Tomi Nybäck op ChessGames.com
- (en)   Informatie over schaakpartijen van Tomi Nybäck op 365chess.com
- (en)  FIDE-ratinggegevens voor Tomi Nybäck